# Ceriagrion annulosum
Ceriagrion annulosum là một loài chuồn chuồn kim trong họ Coenagrionidae.
Ceriagrion annulosum được Lieftinck miêu tả khoa học năm 1934.